# Jan František Hájek
Jan František Hájek, křtěný Jan Vladimír (13. dubna 1895 Radnice – 3. července 1953 ?), byl český důstojník a československý legionář.

## Život
Narodil se v západočeském městě Radnice v rodině majitele parního mlýna Františka Hájka. Studoval strojní inženýrství, ale po vypuknutí první světové války narukoval do Rakousko-Uherské armády k 91. pěšímu pluku. S plukem odešel bojovat na východní frontu a v září 1915 byl v hodnosti četaře zajat ruskou armádou v obci Mlynov–Dubno. Následně pobýval v zajateckém táboře a 15. dubna 1916 vstoupil ve městě Tockoje do řad Československých legií a jako vojín byl zařazen k 1. dělostřelecké brigádě. V letech 1918–1920 byl velitelem obrněného vlaku Orlík, který operoval na transsibiřské magistrále v takzvané "penzenské skupině". Lodním transportem č. 27 z Vladivostoku se spolu s dalšími vrátil v červenci 1920 do Československé republiky a následně v hodnosti kapitána ukončil své působení v legiích. Následně vstoupil do řad nově vzniklé Československé armády, kde působil jako technik zbrojíř. Roku 1947 byl v hodnosti plukovníka z armády propuštěn.
Pohřben je na Olšanských hřbitovech v Praze.